# Estadio Colima
El Estadio Colima es un estadio de aforo menor, situado al sur de la ciudad, en la colonia la albarrada que alberga 15 000 personas.
El coloso de la Albarrada, fue inaugurado el 29 de mayo de 1982, se engalanó con el partido entre el Atlético de Madrid donde Hugo Enrique Sánchez ya destacaba como una estrella en la Liga Española y el combinado Pumas-Tecos.
En el combinado vieron acción El Tuca Ferreti, Javier El chicharito Hernández -papá del Chicharito, máximo goleador de la selección mexicana-, y el colimense Macanas Luna, entre otros como Luis Flores y Enrique Kiesse, así como Jesús Ramírez y Manuel Negrete.
El marcador terminó empatado a 3 goles en un partido de volteretas.
En sus inicios fue la casa de los Jaguares de Colima en la Segunda División Profesional, posteriormente el nombre cambió a Loros de la Universidad de Colima, durante el trascurso de su existencia fue sede de equipos como Pegaso Real de Colima y Palmeros de Colima que juegan en la 2.ª División Profesional Mexicana. A lo largo de su historia ha albergado a 3 equipos de la Primera división 'A' mexicana, siendo estos Jaguares de Colima, Huracanes de Colima,  y Pegaso Real de Colima, también ha sido casa de los Volcanes de Colima, equipo que se desempeñaba en la segunda división mexicana. En las instalaciones del Estadio Colima durante el Torneo de Clausura 2005 de la Primera división 'A' mexicana, se originó una trifulca entre el equipo de los Huracanes de Colima y el equipo de San Luis, saliendo presuntamente agredido un reportero de Televisa, por lo que tiempo después se dio la cancelación del estadio, teniendo el equipo local, los Huracanes de Colima que mudarse al estadio IAETAC, con una capacidad similar a la del estadio colima, este estadio ubicado en la Ciudad de Tecomán, donde disputaron la semifinal que al final de cuentas perdieron.
- Datos: Q5847872